# Дача-музей В. В. Маяковского
Дача-музей В. В. Маяковского в городе Пушкино Московской области (микрорайон Акулова Гора).
Восстановленный заново дом на месте летней дачи, которую снимал русский советский поэт В. В. Маяковский в 1920-е годы. Здесь поэтом были написаны некоторые стихотворные произведения.

## История
Наиболее известным произведением Маяковского об этом месте является написанное в 1920 году стихотворение «Необычайное приключение, бывшее с Владимиром Маяковским летом на даче». Действие происходило на первом адресе Маяковского на Акуловой горе — на даче местного крестьянина Сергея Филипповича Румянцева. Впервые поэт снял домик у Румянцевых на Акуловой горе в 1919 году. Дача стояла на вершине горы, на самом краю посёлка перед заливным лугом, дальше было поле, а справа — лес. В следующем году поэт вернулся и провёл там лето, при этом он работал в РОСТА и ежедневно приезжал в город. В 1921 году Маяковский с друзьями перебрался на дачу Власовых, он хотел провести там и лето 1922, но было принято решение переделать её под детский дом. Также Маяковский снимал дачу у Костюхиных в 1924 году и летом 1927 и 1928 года.
Современный музей (первоначально как музей-библиотека) организован в 1969 году в доме, который Маяковский снимал в 1922—1923 годах у Василия Алексеевича Вячеславова. Здесь поэтом были написаны известные стихотворения «Отношение к барышне» и «Гейнеобразное», а также некоторые другие.
В период до 2000 года дом пережил два пожара (1991 — сгорела веранда и мемориальная комната, 1993 — дом был уничтожен полностью), но часть экспонатов удалось спасти. С 2009 года в течение пяти лет музей восстанавливался силами настоятеля храма вмч. Пантелеимона протоиерея Андрея Дударева с группой единомышленников.
В 2014 году музей был вновь открыт. С момента проведения восстановительных работ здесь проводятся литературные вечера.

## Экспозиция
Основу экспозиции составляет современная скульптура, представлена посмертная маска поэта.
Перед зданием музея установлен памятник В. В. Маяковскому.
На территории музея устроена летняя сцена для проведения литературных мероприятий.

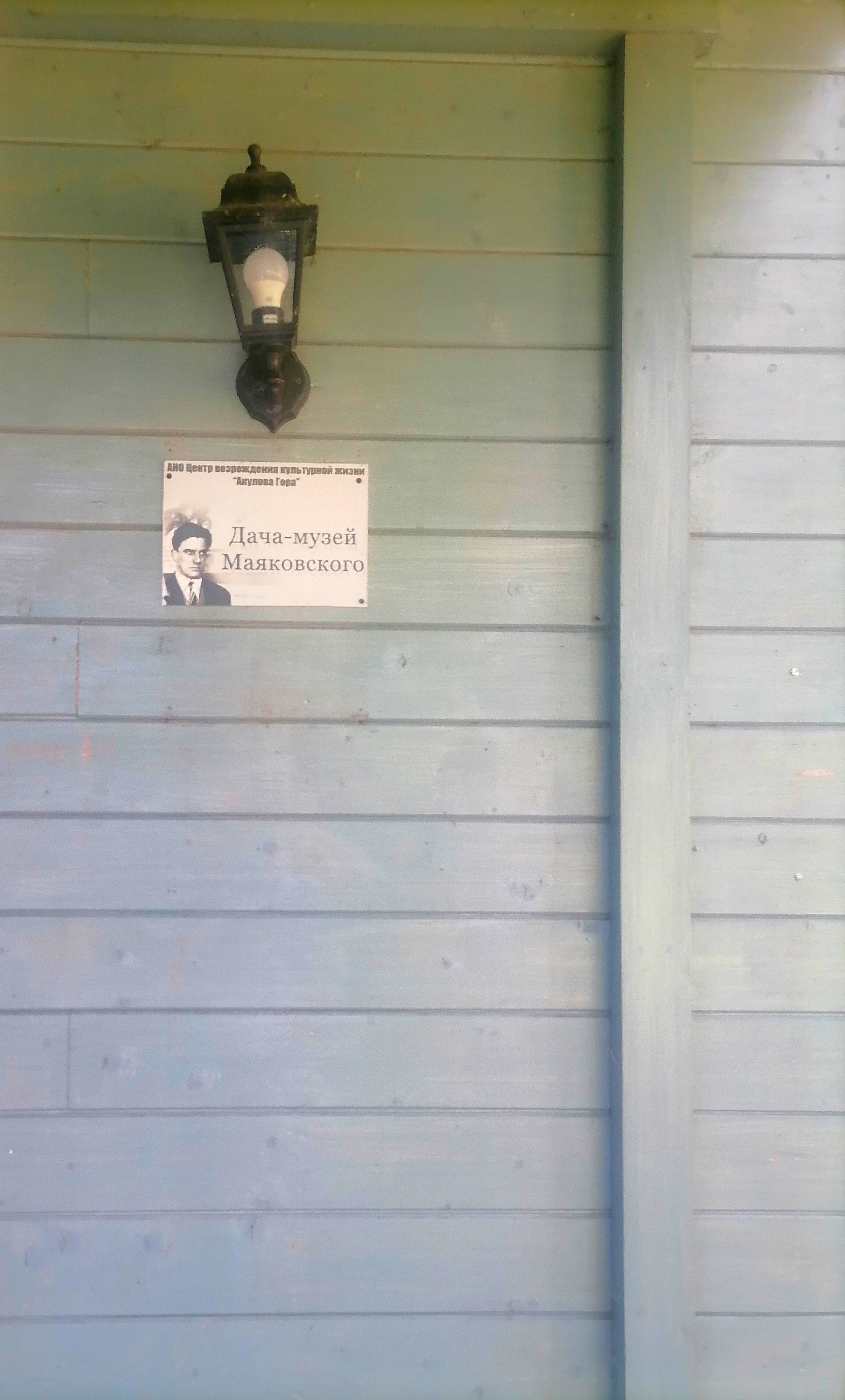
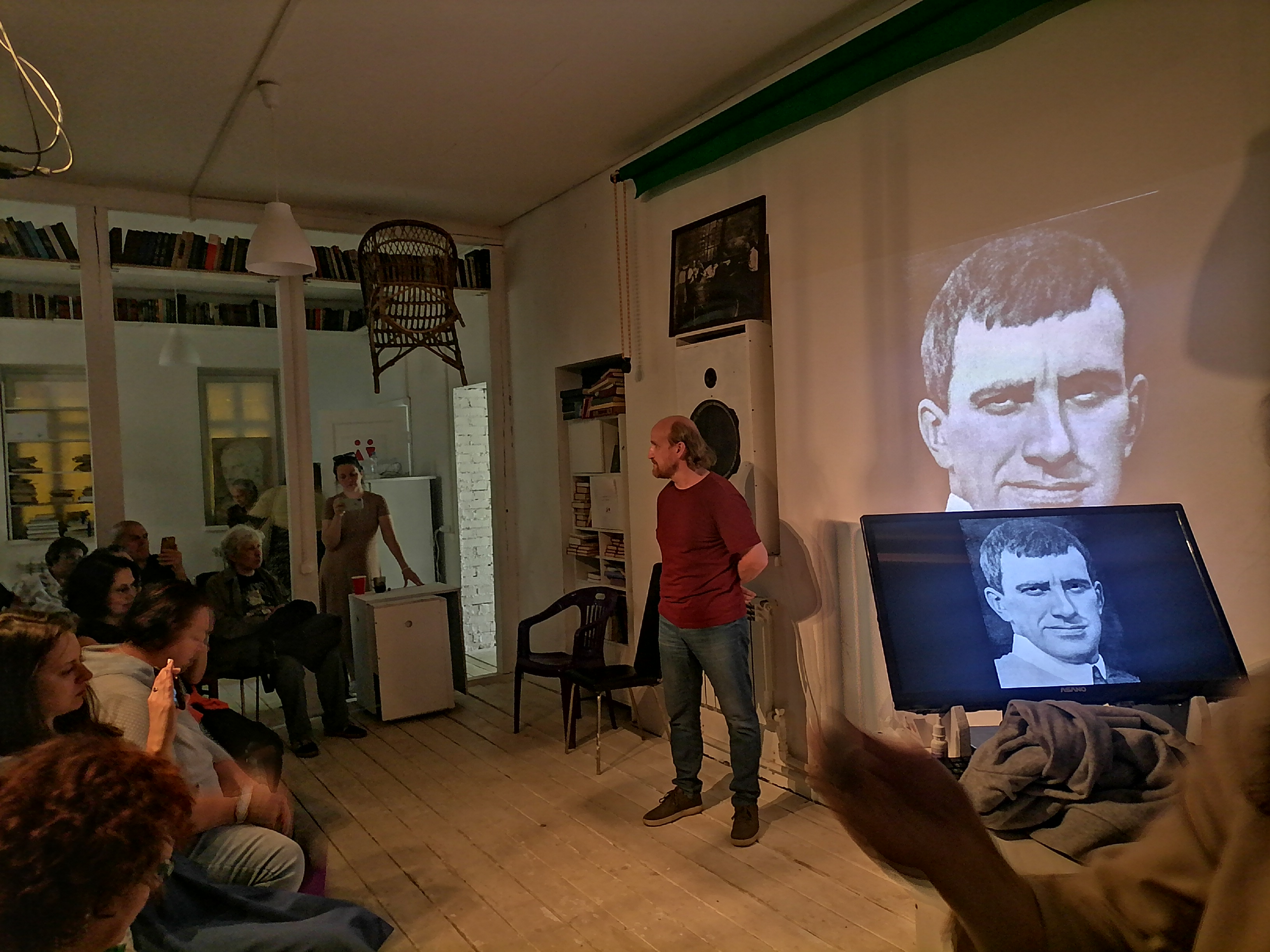
Вступает отец Андрей Дударев. 2023
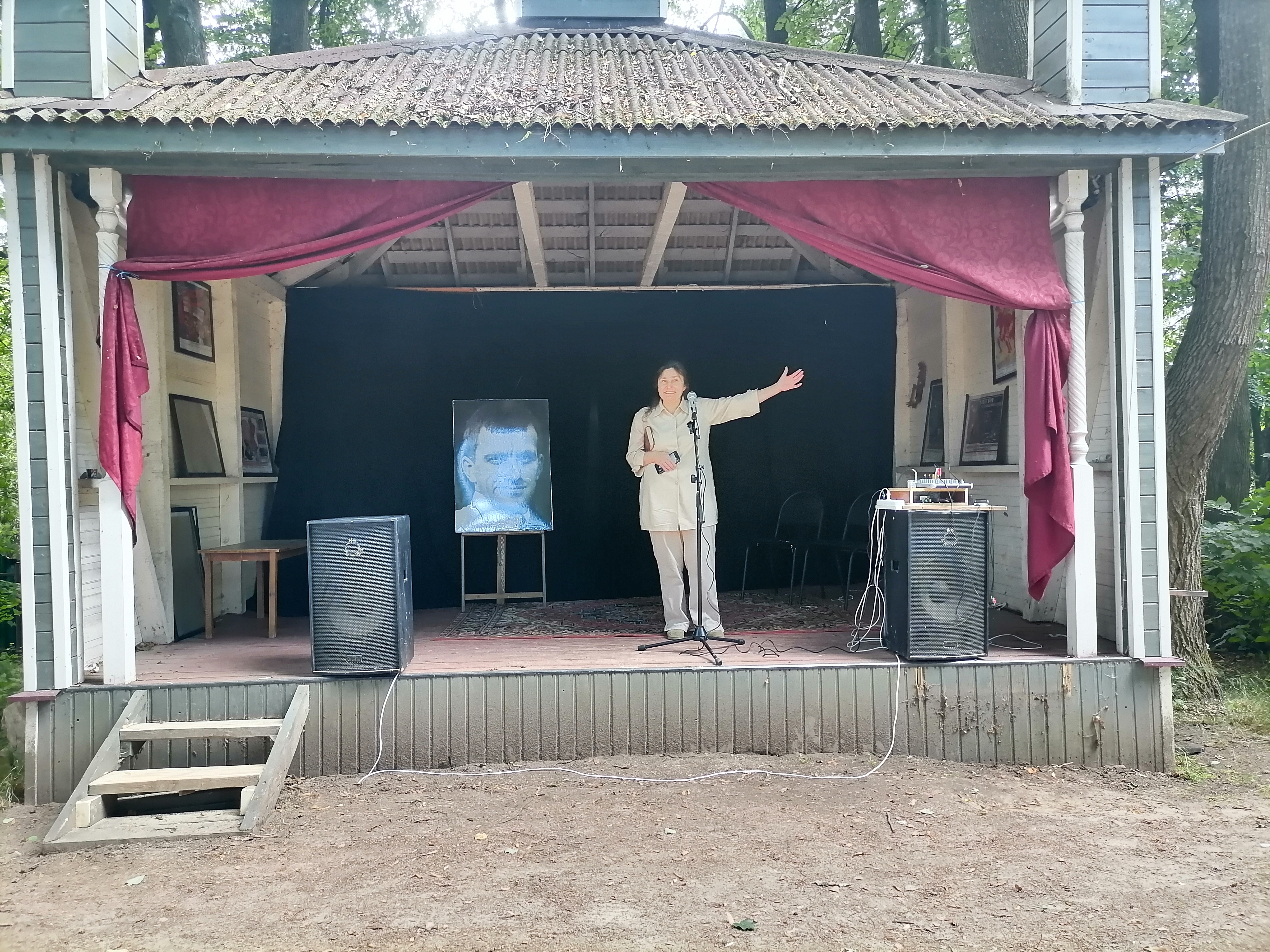
Выступает Анастасия Гачева. 2023
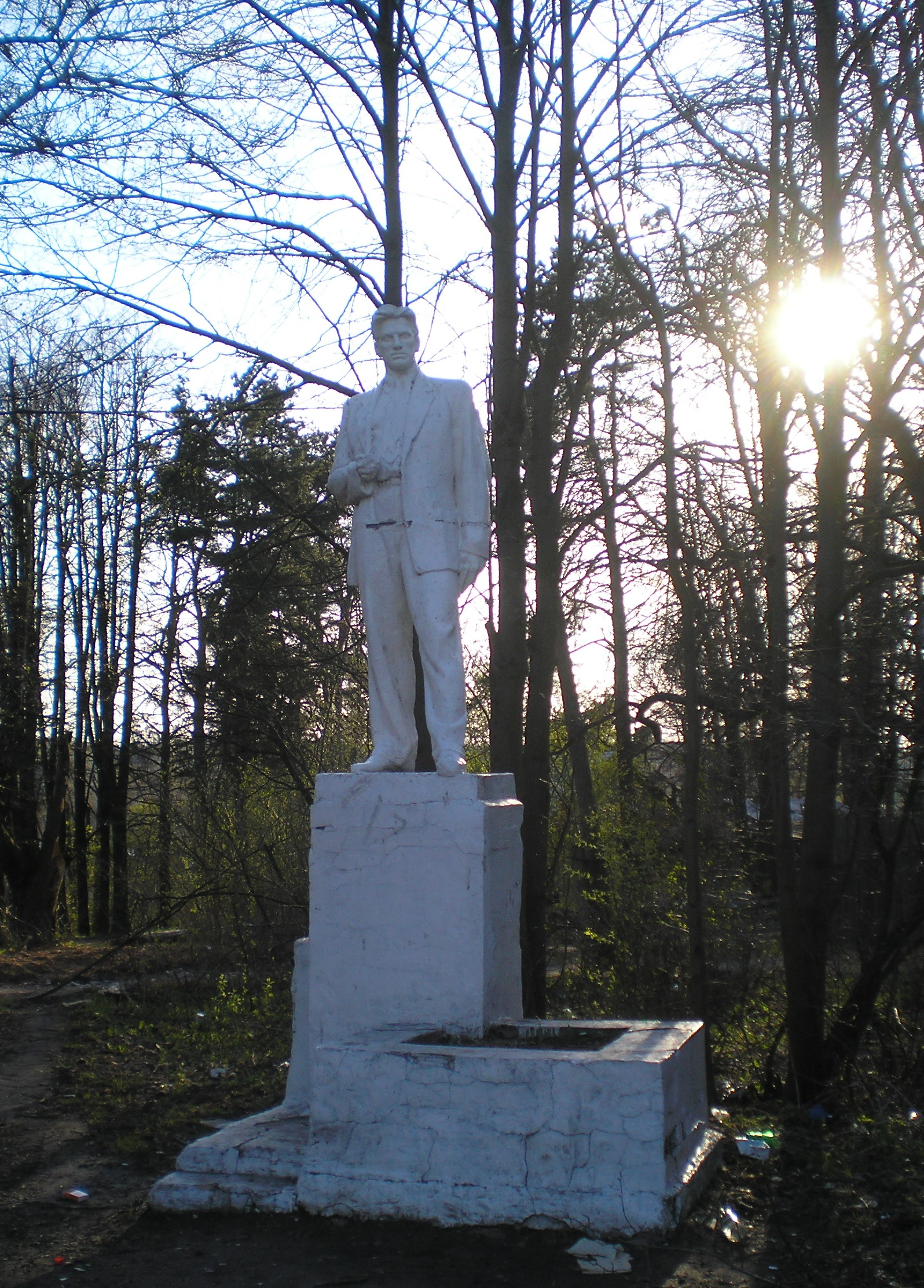
Памятник Маяковскому на территории музея. 2008